# Euryanthe

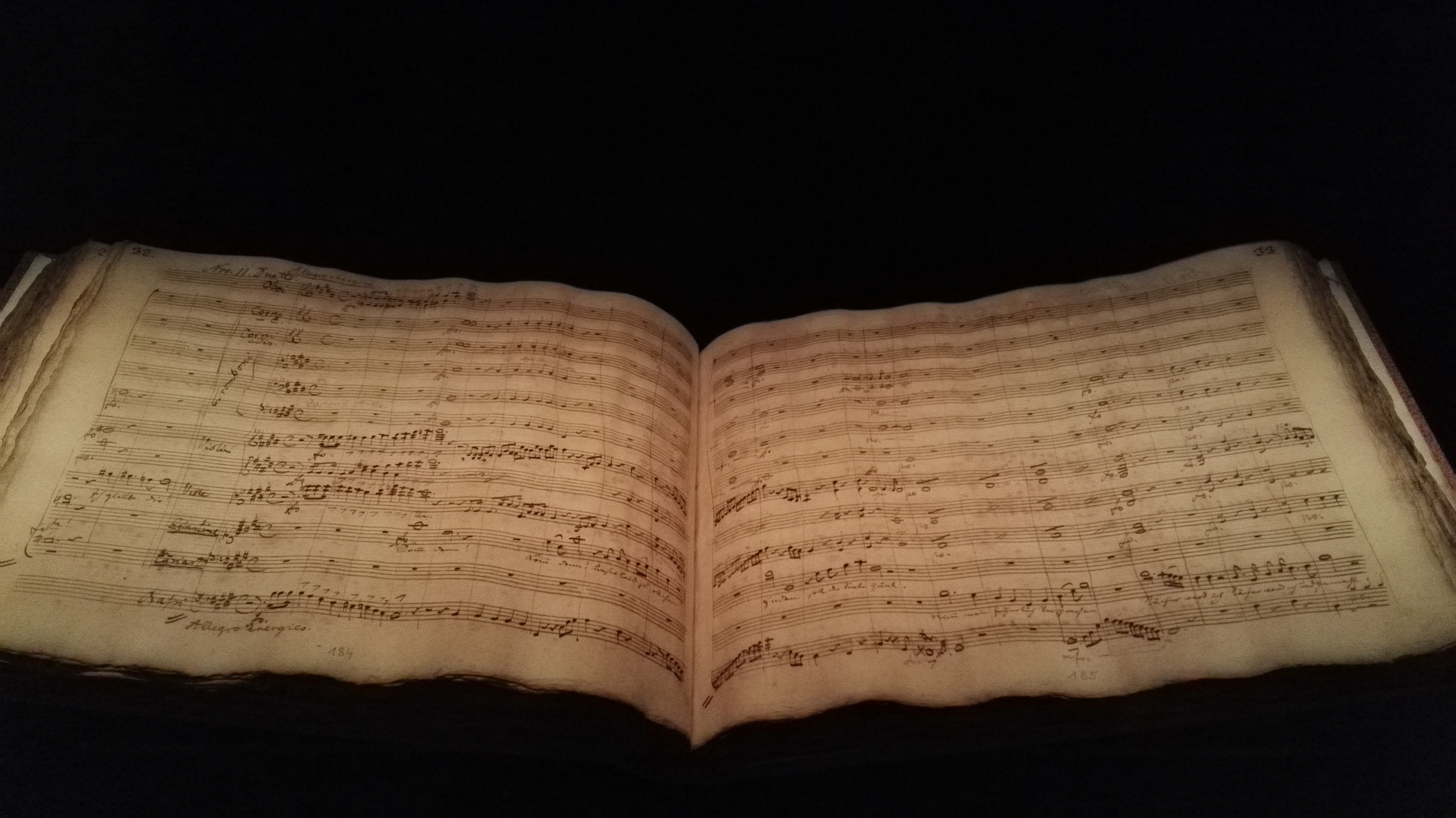
De partituur van van Carl Maria von Weber's Euryanthe in het Buchmuseum der SLUB Dresden.

Euryanthe is een romantische opera in drie bedrijven van Carl Maria von Weber op een libretto van Helmina von Chézy. Het werk werd voor het eerst opgevoerd in het Kärntnertortheater te Wenen op 25 oktober 1823. Het is gebaseerd op de dertiende-eeuwse romance "L'Histoire du très-noble et chevalereux prince Gérard, comte de Nevers et la très-vertueuse et très chaste princesse Euriant de Savoye, sa mye." Behalve de ouverture wordt het werk zelden uitgevoerd, wat waarschijnlijk te wijten is aan het zwakke libretto en de lengte van het stuk. Ook de wijzigingen die Gustav Mahler aan zowel het libretto als de partituur aanbracht, maakten het stuk er niet populairder op.

## Inhoud

### Eerste bedrijf
Frankrijk, 1110.
Euryanthe is verloofd met graaf Adolar. In een zaal van het paleis van koning Lodewijk van Frankrijk bezingt de graaf het lof op zijn verloofde. Lysiart, graaf van Forest en Beaujolais daagt hem uit de trouw van Euryanthe op de proef te stellen; hij beweert dat hij haar zonder moeite kan verleiden. Adolar zet zijn bezittingen in op de trouw van Euryanthe en eist dat zijn vriend bewijs van zijn overwinning dient te overleggen.
Op haar kasteel in Nevers heeft Euryanthe toevlucht verstrekt aan Eglantine de Puiset, de dochter van een muiter. Eglantine is verliefd op Adolar, en terwijl ze vriendschap veinst, is ze stiekem van plan Euryanthe ten val te brengen en Adolar voor zichzelf te winnen. Lysiart, die zonder succes geprobeerd heeft Euryanthe voor zich te winnen, zal haar daarbij helpen. Euryanthe verklapt een geheim dat Adolar haar toevertrouwd heeft aan Eglantine. Adolars zuster, Emma, heeft haar minnaar in de strijd verloren, en heeft zelfmoord gepleegd door gif uit een ring in te nemen. Haar ziel kan geen rust vinden, tenzij de ring, die in haar graf ligt, bevochtigd wordt met de tranen van een verwonde en onschuldige maagd. Euryanthe, die iedere nacht bij Emma's graf bidt, heeft Adolar beloofd dit geheim te houden, en te laat betreurt ze het tegen Eglantine verteld te hebben. Nadat Euryanthe is vertrokken besluit Eglantine tegen haar te gebruiken.

### Tweede bedrijf
's Avonds bezingt Lysiart zowel zijn schuld als zijn liefde. Eglantine bezoekt het graf en neemt Emma's ring weg, en geeft hem aan Lysiart, die bijna zijn weddenschap met Adolar opgegeven had. Ze vertelt hem het geheim van de ring, en hij vraagt haar ten huwelijk.
Tijdens een bijeenkomst in de zaal van het paleis verhaalt Adolar over zijn angst en zijn verlangen naar zijn bruid, die vervolgens arriveert. Lysiart presenteert het juweel aan Adolar en beweert dat Euryanthe hem erover verteld heeft. Adolar is ervan overtuigd dat zijn verloofde ontrouw is omdat zij het geheim verraden heeft dat alleen aan hem en haar bekend was. Euryanthe uit haar onschuld, maar Adolar draagt zijn bezittingen over aan Lysiart, en vertrekt met Euryanthe naar het bos.

### Derde bedrijf

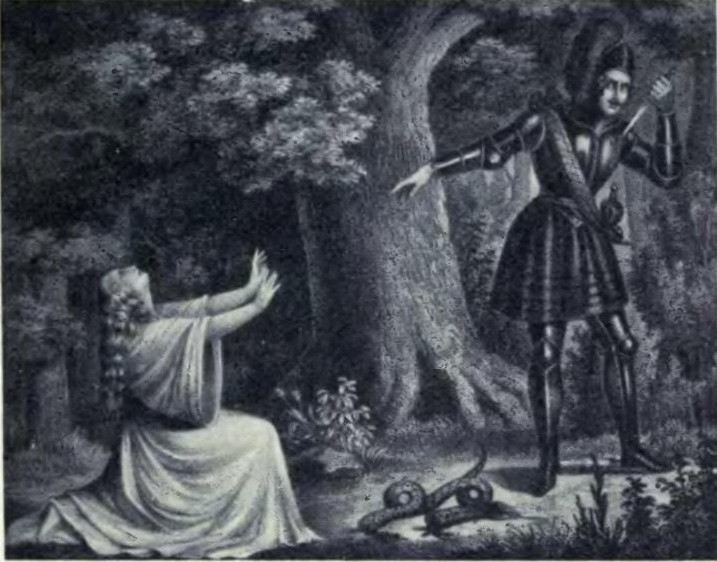
De woudscène met de slang, zoals uitgevoerd door het Koninklijke Theater te Dresden met Wilhelmine Schröder-Devrient in de hoofdrol.

Op een rotsachtige vlakte is Adolar van plan eerst Euryanthe te doden, en vervolgens zichzelf. Maar dan worden ze plotseling belaagd door een slang en Euryanthe werpt zich tussen Adolar en het monster. Adolar doodt het serpent, maar hij kan het niet over zijn hart verkrijgen degene die haar leven voor dat van hem gaf te doden, en gaat weg, Euryanthe aan haar lot overlatend. Euryanthe verlangt naar de dood, maar dan arriveren de koning en zijn hovelingen ter plaatse, en zij vertelt het verhaal van haar leed en het verraad van Eglantine. Wanneer de hovelingen haar wegleiden bezwijmt ze.
Ondertussen is Eglantine verloofd met Lysiart, en het huwelijk staat op het punt voltrokken te worden in het kasteel van Nevers. Maar Eglantine wordt overvallen door wroeging. Adolar arriveert in een zwart harnas met neergelaten vizier. Eglantine denkt dat het de geest van Euryanthe is die haar komt kwellen, maar Adolar maakt zich bekend en daagt Lysiart uit tot een duel. De koning verschijnt en straft Adolar voor zijn wantrouwen aan Euryanthe door te vertellen dat zij dood is. Eglantine, blij met de vermeende dood van haar rivale onthult triomfantelijk het complot, maar wordt door een woedende Lysiart gedood. Terwijl Eglantine sterft komt Euryanthe binnen die op Adolar afsnelt. Lysiart wordt weggeleid, en Adolars zuster heeft nu rust, want haar ring werd bevochtigd met de tranen van de onschuldige Euryanthe.